# Шекі
Шекі (азерб. Şəki) — місто, центр однойменного району та однойменної історичної області в Азербайджані. Розташоване у південних передгір’ях Великого Кавказу, за 77 км на північ від залізничного вузла Євлах. З 1840 до 1968 року мало назву Нуха.

## Географія
Верхівки снігових піків Великого Кавказу у деяких місцях досягають 3000-3600 м. Висота — 500—850 м над рівнем моря, гірські ліси навколо місцевості попереджують сильне прогрівання міста. Гірські ліси дозволяють захистити місто від повеней, прикрашають вид міста. У лісах ростуть бук, горіх. Багатий тваринний світ. Бурі ґрунти розповсюджені на всій території. Основні річки міста — Кіш та Гурджана.

### Клімат
Місто знаходиться у зоні, котра характеризується вологим континентальним кліматом з теплим літом. Найтепліший місяць — липень із середньою температурою 19.3 °C (66.7 °F). Найхолодніший місяць — січень, із середньою температурою -5.6 °С (21.9 °F).
| Клімат Шекі             | Клімат Шекі | Клімат Шекі | Клімат Шекі | Клімат Шекі | Клімат Шекі | Клімат Шекі | Клімат Шекі | Клімат Шекі | Клімат Шекі | Клімат Шекі | Клімат Шекі | Клімат Шекі | Клімат Шекі |
| Показник                | Січ.        | Лют.        | Бер.        | Квіт.       | Трав.       | Черв.       | Лип.        | Серп.       | Вер.        | Жовт.       | Лист.       | Груд.       | Рік         |
| Середній максимум, °C   | −2,8        | −1,6        | 3,6         | 11,5        | 17,4        | 22,2        | 25,6        | 24,8        | 20,1        | 11,7        | 5,1         | −0,5        | 11,4        |
| Середня температура, °C | −5,6        | −5          | −0,4        | 6,9         | 11,2        | 15,6        | 19,3        | 18,5        | 14,4        | 7,7         | 2,8         | −2,7        | 6,9         |
| Середній мінімум, °C    | −11,5       | −10,4       | −6          | 0,1         | 5,2         | 9,1         | 12,4        | 11,7        | 7,5         | 1,4         | −3,5        | −8,4        | 0,6         |
| Норма опадів, мм        | 28.5        | 35.9        | 57.1        | 80.9        | 111.3       | 104.4       | 69.8        | 58.9        | 54.9        | 59.4        | 39.9        | 29.1        | 730.1       |
| Днів з опадами          | 8,4         | 9,8         | 12,4        | 11,9        | 14,4        | 10,5        | 7           | 5,9         | 6,5         | 9,6         | 8,6         | 7,8         | 112,8       |
| Вологість повітря, %    | 69.4        | 74.4        | 70.5        | 62.1        | 61.5        | 56          | 48.8        | 50.1        | 55          | 65.7        | 62.3        | 69.9        | 62.1        |
| ----------------------- | ----------- | ----------- | ----------- | ----------- | ----------- | ----------- | ----------- | ----------- | ----------- | ----------- | ----------- | ----------- | ----------- |
| Джерело: Weatherbase    |             |             |             |             |             |             |             |             |             |             |             |             |             |

## Історія
Шекі — одне з найдавніших міст Кавказу. Припускають, що його назва пов’язана з етнонімом племені саків, що з’явились на території сучасного Азербайджану в VII столітті до нашої ери й проживали тут кілька століть. У III—V століттях Шекі — область Кавказької Албанії. У VII столітті Шекі було захоплено армією Халіфату і зруйновано. Пізніше Шекі неодноразово потрапляв у зону 150-літньої арабо-хазарської війни.

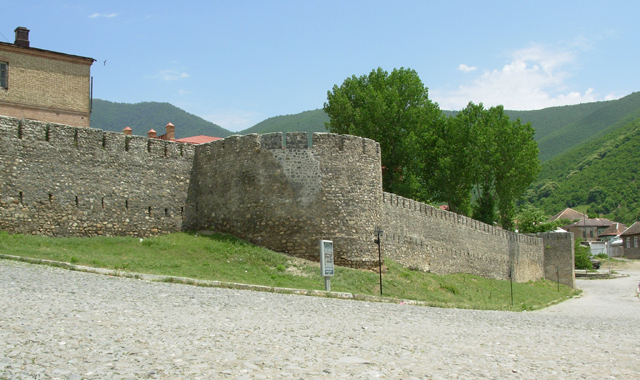
Шекінська фортеця, XV ст.

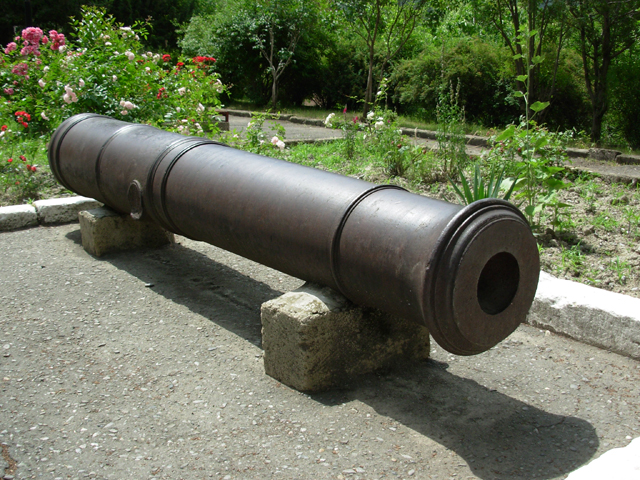
Російська гармата 1812 року, Шекі, Азербайджан

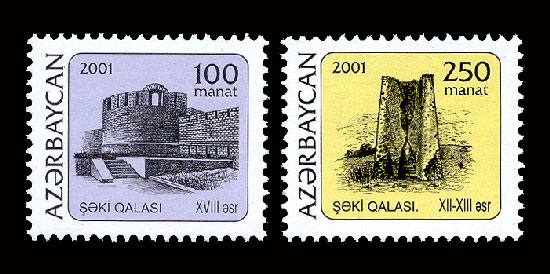

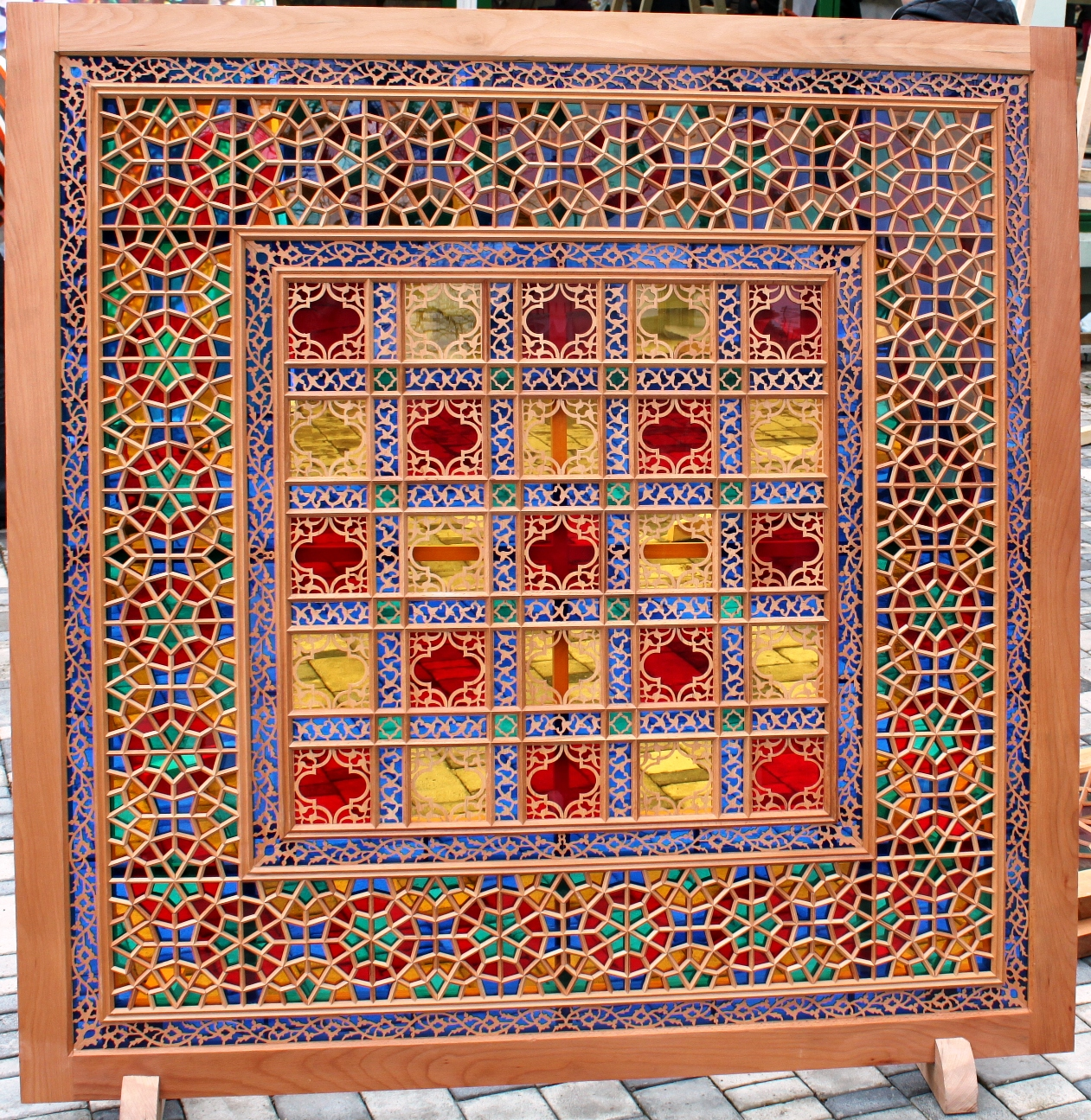
Шебеке виготовлена у Шекі

У 813 році, коли в Аррані утворилась держава арраншахів, Шекі перейшло до них у підпорядкування. У IX столітті, внаслідок послаблення Халіфату, місто набуло статусу незалежного володіння. В XI столітті воно було включено до складу Ширванської держави, а потім послідовно входило до складу Ільханської, Кара-Коюнлу, Ак-Коюнлу, Сефевідської держав. У 985 − 1030 роках місто підкорила собі династія Шеддаді, що з’явилась у Барді. У 1118 році місто захопив Дави́д IV Будівник. Перед усім, грузинські війська вступили у Ширван. Тут позиції сельджуків були не такими сильними, як в інших місцях. Корінне населення Ширвана, будучи ворожим до загарбників, активно допомагало грузинам. Давид IV узяв місто Кабала.
Ширванський володар став васалом грузинського царя. Така ситуація збереглась у 12-13 століттях. У 1396 році місто було захоплено та розкрадено монголами, сином Тамерлана Міаншахом. У 1402 шекінські війська взяли участь у поході Тимура проти турецького султана Баязіда.
Як незалежне державне утворення згадується з кінця XIV століття. У період правління династії Кара-Кешіш-огли (1444—1551) область Шекі була квітучою сільськогосподарською країною, що виготовляла чудовий шовк — основний предмет вивезення. Із возвеличенням держави Сефевідів Шекі, залишаючись переважно самостійним, часом визнавав їхню владу. У 1551 році шекінські війська були розбиті іранським шахом Тахмаспом, і Шекі втратив незалежність. У 1743—1819 роках Шекі — столиця незалежного Шекінського ханства. У 40-х роках XVIII століття у Шекі починають підніматись повстання проти жорсткої феодальної експлуатації та іранського ярма, поширюється визвольний рух. Цей рух очолив місцевий феодал Гаджі Челебі. У 1743 році Гаджі Челебі за допомогою своїх наближених убив підручного Надір-шаха, жорстокого правителя Шекі Мелік Наджафа, і проголосив себе шекінським ханом.
Розлючений правитель Ірану Надір-шах, щоб привести до покори шекінців, у 1744 році з великою армією напав на Шекі й чотири місяці тримав у облозі фортецю Гелярсан-Герарсан, де укрився Гаджі Челебі. За наказом Надір-шаха місто було зруйновано, поля й сади — знищені. Однак все це не зламало волі шекінців, які вирішили раз і назавжди покінчити з іранським ярмом. Надір-шах був змушений зняти облогу фортеці й залишити Шекі. Після смерті Гаджі Челебі шекінським ханом став його син Агакіші-бек (1755 − 1760), потім онук Гусейн-хан (1760—1779). Загалом, династія Челебі управляла незалежним Шекінським ханством 64 роки — аж до приєднання Азербайджану до Російської імперії.

## Пам’ятки
- Палац шекінських ханів;
- Караван-сарай (Шекі) (XVIII ст.);

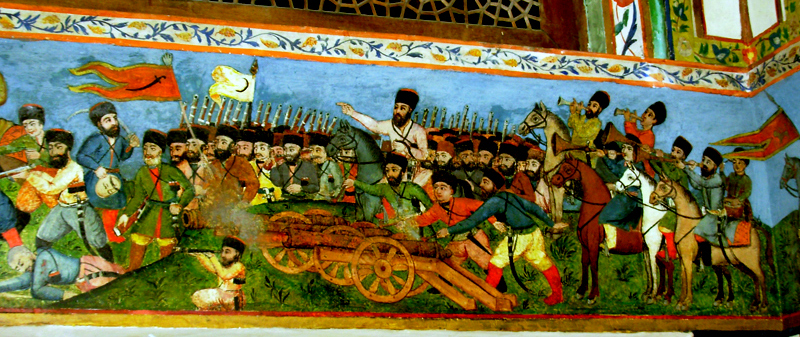
Розпис у палаці шекінських ханів, XVIII ст.

- Фортеця Гелярсан-Герарсан (VIII—IX ст.);
- Будинок Шекіханових;
- Мечеть Джума (XVIII ст.);
- Мінарет Гілейлінської мечеті (XVIII ст.);
- Мечеть Омар Ефенді (XVIII-XIX ст.);

## Відомі уродженці
- Фуад Абдурахманов — скульптор-монументаліст, народний художник Азербайджанської РСР (1955).
- Тофік Агагусейнов — радянський та азербайджанський воєначальник.
- Мірза Ахундов — родоначальник азербайджанської реалістичної літератури, філософ і громадський діяч.
- Бахтіяр Вагабзаде — народний поет Азербайджану.
- Рагім Газієв — міністр оборони Азербайджану (1992-1993).
- Ахмед Гаджиєв — композитор, народний артист Азербайджанської РСР (1960).
- Сона Гаджиєва — актриса, народна артистка Азербайджанської РСР (1949).
- Магомед Хасан Мовлазаде Шакаві — перший шейх-уль-іслам на Кавказі, переклав Коран азербайджанською мовою.
- Бахрам-бек Набібеков — керівник повстання проти Радянської влади у Шекі у 1930 роках.
- Расім Оджагов — кінорежисер і оператор, народний артист Азербайджанської РСР (1982).
- Ісмаїл Османли (1902—1978) — актор театру й кіно, народний артист СРСР (1974).
- Расім Сейдімов — український художник.
- Фаталі Хан Хойський — голова Ради Міністрів Азербайджанської Демократичної Республіки (1918-1919).
- Сулейман Ельдаров — сержант, Повний Кавалер ордена Слави.
- Рашид-бек Ефендієв — педагог, письменник та етнограф.
- Насібов Олександр Ашотович (1914—1985) — російський радянський письменник, автор пригодницьких та фантастичних творів.
- Ельшад Ях'яєв — національний герой Азербайджану.

- Каспаров Олександр Ісакович (* 1931) — радянський працівник будівельної галузі, Герой Соціалістичної Праці.

## Міста-побратими
Шекі має декілька міст-побратимів, більшість з них - це турецькі міста.
- Гіресун, Туреччина
- Лапсекі, Туреччина
- Конья, Туреччина
- Болу, Туреччина
- Бергама, Туреччина
- Габрове, Болгарія
- Слуцьк , Білорусь
- Телаві, Грузія
- Кольмар, Франція
- Вараждин, Хорватія
- Новгородська область, Росія
- Чжанцзякоу, Китайська Народна Республіка
- Ляньшань, Китайська Народна Республіка